# Formicivora serrana
A Formicivora serrana a madarak osztályának verébalakúak (Passeriformes) rendjébe és a hangyászmadárfélék (Thamnophilidae) családjába tartozó faj.

## Rendszerezése
A fajt Carl Eduard Hellmayr osztrák ornitológus írta le 1829-ben, a Neorhopias nembe Neorhopias serrana néven.

## Alfajai
- Formicivora serrana interposita Gonzaga & Pacheco, 1990
- Formicivora serrana littoralis Gonzaga & Pacheco, 1990
- Formicivora serrana serrana (Hellmayr, 1929)[2]

## Előfordulása
Dél-Amerika keleti részén és Brazília délkeleti részén, az Atlanti-óceán partvidékén honos. Természetes élőhelyei a szubtrópusi vagy trópusi síkvidéki esőerdők, lombhullató erdők és cserjések, valamint ültetvények.

## Megjelenése
Testhossza 13 centiméter, testtömege 10-13 gramm.
|  |

## Életmódja
Rovarokkal és valószínűleg pókokkal táplálkozik.

## Természetvédelmi helyzete
Az elterjedési területe nagyon nagy, egyedszáma ugyan csökken, de még nem éri al a kritikus szintet. A Természetvédelmi Világszövetség Vörös listáján nem fenyegetett fajként szerepel.